# Camuflagem disruptiva

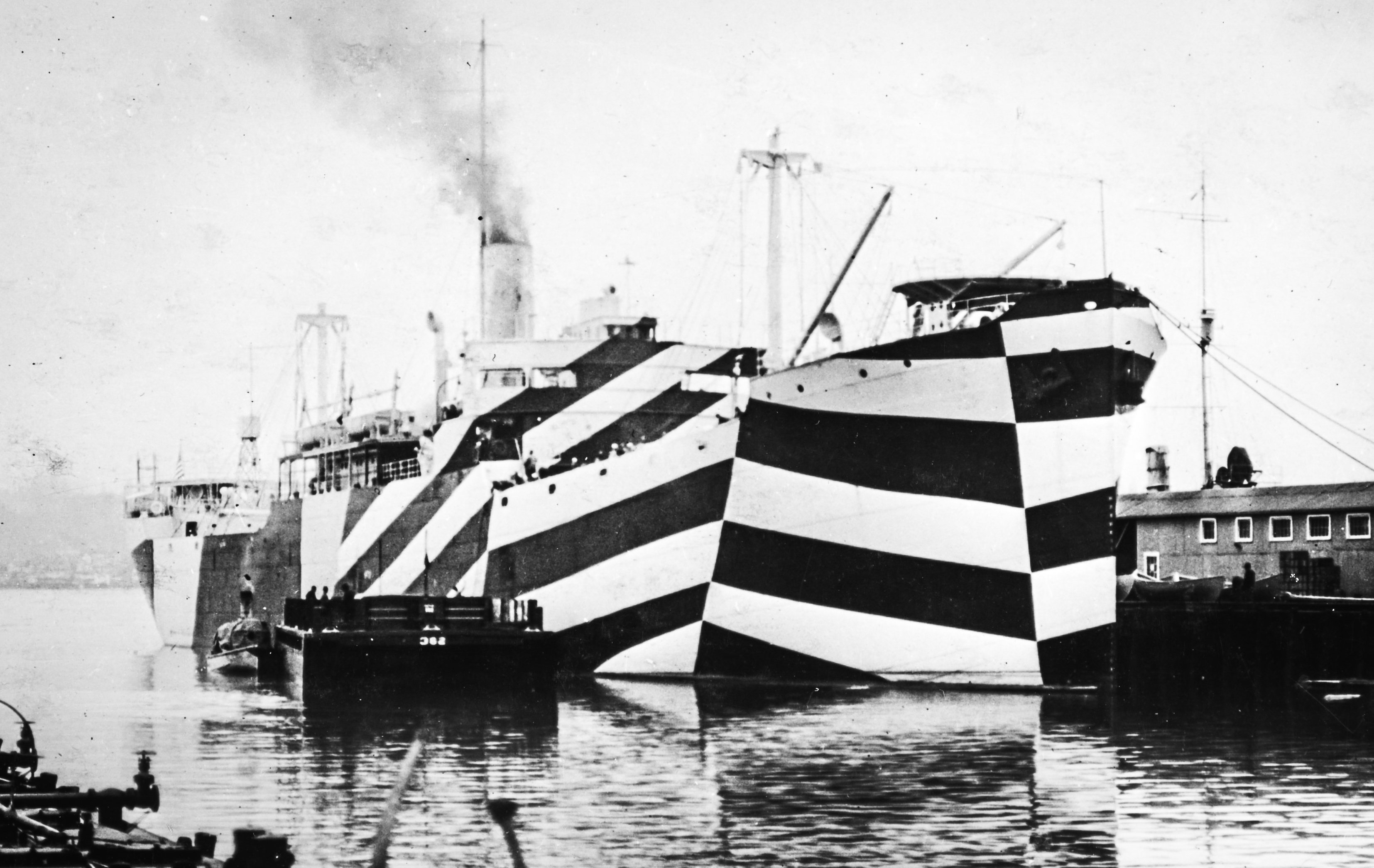
Um navio com camuflagem disruptiva (1918)

A camuflagem disruptiva, também conhecida como camuflagem deslumbrante ou ofuscante (em inglês: dazzle camouflage), é uma técnica de pintura de embarcações que foi usada na Primeira Guerra Mundial e, em menor grau, na Segunda Guerra Mundial e posteriormente. Ela consiste de padrões complexos de formas geométricas em cores contrastantes, que se interrompem e cruzam, e, diferentemente de outras formas de camuflagem, seu objetivo não é ocultar o objeto mas sim enganar unidades ofensivas inimigas quanto ao seu alcance, velocidade e rumo, de forma a levá-las a ocupar posições de assalto ruins.
Desenvolvida progressivamente pelo pintor e naturalista americano Abbott Handerson Thayer, pelo zoólogo britânico John Graham Kerr e pelo pintor e oficial naval Norman Wilkinson, a camuflagem disruptiva foi adotada pelo Almirantado Britânico e, mais tarde, pela Marinha dos Estados Unidos e outras forças navais, no contexto da guerra submarina irrestrita promovida pela Marinha Imperial Alemã durante a Primeira Guerra Mundial. Mais especificamente, ela foi concebida como parte de um esforço para proteger as frotas mercantes dos Aliados contra os ataques dos u-boot alemães, não ao evitar esses ataques, mas sim ao frustrar a sua efetividade. Essa proteção se daria essencialmente pela perturbação no uso do telêmetro pelo oficial do submarino inimigo, isto é, ao levá-lo a estimar erroneamente a distância do seu alvo; por meio da perturbação da estimação da direção em que o navio camuflado se movia; e pela perturbação do cálculo da sua velocidade, isto é, ao sugerir ao inimigo que o navio deslocava-se a uma velocidade incorreta.
O padrão aplicado a cada navio era único e projetado sob medida. Como resultado, navios utilizaram uma profusão de esquemas de cor e forma, e, por conta disso e de outras variáveis, estudos da época foram inconclusivos em demonstrar o seu sucesso e identificar os esquemas de cores mais eficazes e em quais situações. Essas investigações, contudo, notaram uma preferência pela camuflagem disruptiva dentre oficiais navais e um claro aumento do moral dos marinheiros, que se sentiam mais bem protegidos. Além disso, a camuflagem deslumbrante tem encontrado um interesse científico duradouro, e estudos mais recentes, por meio de simulações de computador, têm sugerido a sua efetividade.
Do ponto de vista artístico, esta técnica de camuflagem foi influenciada principalmente pelas concepções da arte moderna. Ela atraiu a atenção de artistas como Picasso, que alegou que cubistas, como ele, a haviam inventado, e de artistas que tiveram envolvimento direto nos esforços Aliados na Primeira Guerra Mundial, como o britânico Edward Wadsworth, o americano Burnell Poole e o canadense Arthur Lismer, que produziram telas retratando navios camuflados. Como parte do seu legado, a camuflagem disruptiva continua a ser usada no meio naval, sobretudo em embarcações com tecnologia furtiva, e em aplicações civis, como protótipos de automóveis e tecnologias de bloqueio de detecção facial.

## Concepção

### Contexto
Até o início da Primeira Guerra Mundial o Império Alemão havia investido pouco na construção e desenvolvimento de submarinos, e os planos do grande almirante Alfred von Tirpitz haviam se concentrado sobretudo na constituição de uma marinha de alto mar. Quando do início do conflito, em 1914, o país contava com apenas 28 embarcações desse tipo, e a chefia da Marinha Imperial Alemã via seu uso sobretudo em uma tática de guerrilha contra a Marinha Real Britânica, quando esta viesse a instituir um bloqueio naval estreito dos portos alemães. Contudo, com o desenrolar da guerra o Reino Unido evitou levar a cabo um tal bloqueio em torno dos portos, preferindo bloqueá-los à distância nas saídas do Mar do Norte. Assim, os submarinos alemães foram despachados para essas regiões com ordens de patrulhá-las e afundar navios de guerra britânicos que por lá estivessem.

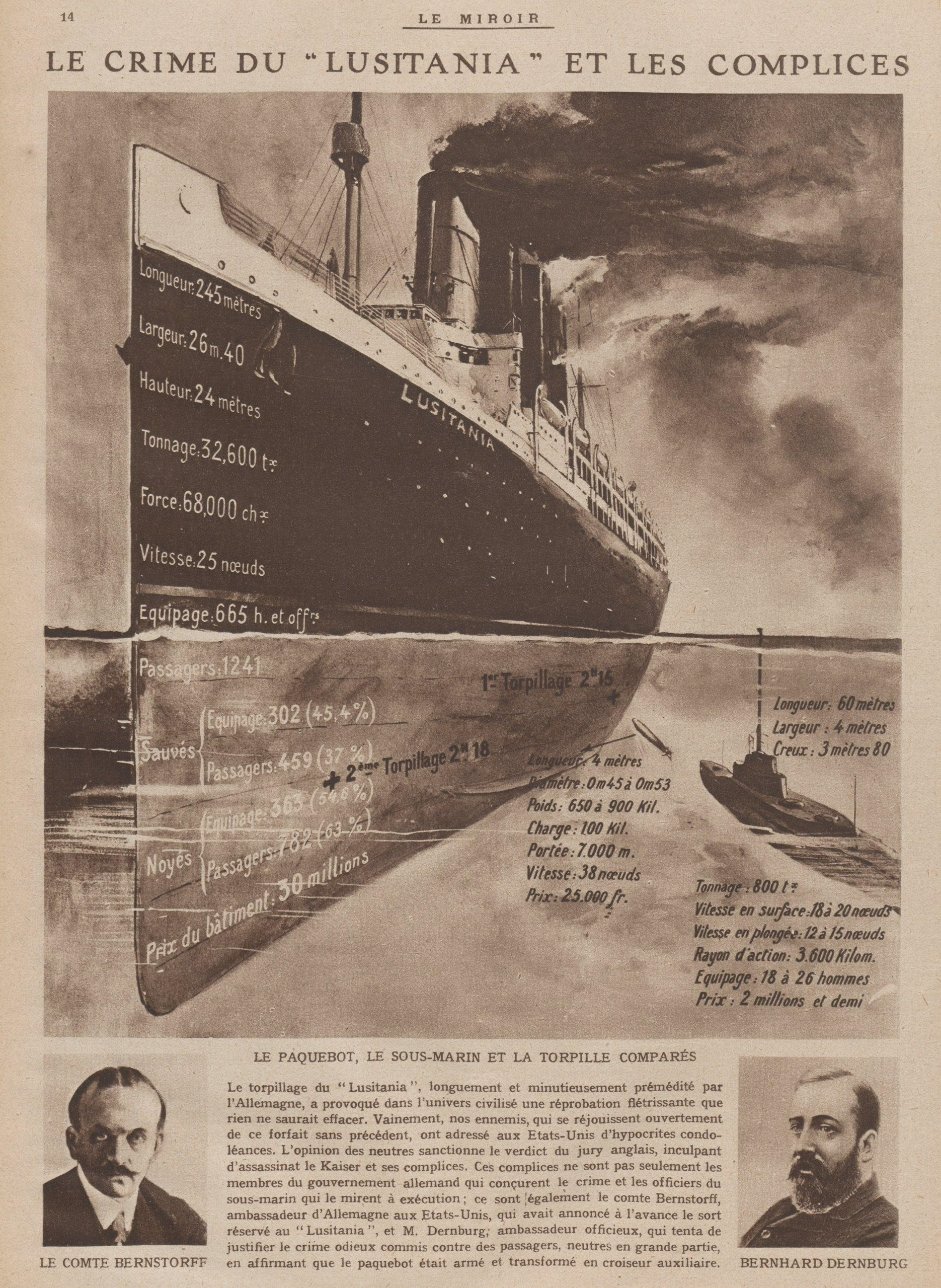
A camuflagem disruptiva foi uma resposta à guerra submarina irrestrita deflagrada pelos u-boot alemães. Na imagem, o torpedeamento do RMS Lusitania.

Contudo, logo de início alguns comandantes de submarinos alemães preferiram capturar navios mercantes britânicos, e isso levou o governo em Londres a armar as embarcações desse tipo, inclusive por meio de uma estratégia chamada "Navios Q", que consistia em dotá-las de armamento disfarçado, de maneira que pudessem reagir inesperadamente a tentativas de captura. Por essa época os submarinos normalmente careciam emergir para atacar seus oponentes, e os ataques alemães haviam mostrado com alguma clareza que os seus submarinos eram frágeis quando expostos e demoravam consideravelmente a reimergir.
O uso de navios de guerra contra navios mercantes, dito guerre de course, é governado por uma série de regras de direito internacional, e o direito de ataque a um navio mercante de país inimigo, em situação de conflito militar declarado, está subordinado à abordagem e busca desse navio mercante. De acordo com o resultado da busca, isto é, caso seja constatado que o navio mercante carrega itens que serão usados militarmente, o comando do navio militar pode decidir pela captura ou afundamento do navio mercante, resguardada a sua tripulação, que deve receber provisões assegurando a sua sobrevivência. Contudo, as medidas de proteção adotadas pelos britânicos tornaram esse procedimento difícil de ser seguido pelos submarinos alemães, visto que ao se aproximarem de navios marcantes se sujeitavam a ataques.
Assim, em resposta à tática adotada pelos britânicos, o governo alemão declarou o entorno da Grã-Bretanha uma zona de confronto e a Marinha Imperial deu ordens aos seus submarinos de atacar sem qualquer aviso todo navio que entrasse na área, independentemente de serem mercantes ou militares, incluindo aqueles com bandeiras de outras nações. Essa prática implicava atacar navios mercantes em flagrante desrespeito às regras do direito internacional, e ficou conhecida como guerra submarina irrestrita. Imediatamente os britânicos passaram a perder quantidades críticas de navios mercantes carregando passageiros, alimento e material bélico. Como forma de resguardar a sua frota, o Reino Unido – e mais tarde os Estados Unidos (EUA) e outros países envolvidos no conflito – instituiu o chamado sistema de comboios, para que seus navios mercantes navegassem em grupo e se apoiassem e protegessem mutuamente, e passou a empregar alguns dos primeiros padrões modernos de camuflagem naval. Três figuras centrais tiveram papel preponderante na concepção e posterior adoção desses padrões: Abbott Handerson Thayer, John Graham Kerr e Norman Wilkinson.

### Abbott Handerson Thayer
Amplamente referido como o "pai da camuflagem", Abbott Handerson Thayer estudou pintura na École des Beaux-Arts de Paris, sob a tutela de Jean-Léon Gérôme, e, ao voltar ao seu país natal, em meados do século XIX, ganhou reputação como professor e um dos melhores pintores de figuras (artistas cujo objeto principal é a figura humana) dos Estados Unidos. Grandemente inspirado pelo transcendentalismo de Ralph Waldo Emerson, ele também dedicou parte considerável de sua atenção à pintura de paisagens naturais, e esse interesse o levou a desenvolver uma carreira em paralelo como naturalista.
Como pintor, Thayer tornou-se conhecido por sua técnica e interesse na teoria das cores, notadamente quanto aos valores e intensidades das cores e sua intensificação e cancelamento quando justapostas. No campo de sua atividade como naturalista, ele viria a desenvolver teorias pioneiras sobre a coloração dos animais. Mais especificamente, Thayer pesquisou aquilo que ficou conhecido como "ocultação pela coloração", argumentando que a coloração dos animais tem como objetivo reduzir a sua visibilidade em seus habitats naturais, por meio do que ficaria conhecido como camuflagem, e perturbar a interpretação de suas formas, principalmente por meio de fortes padrões arbitrários de cores que achatam a forma e interrompem os contornos do animal. A distorção das formas dos animais teria dois efeitos protetores, isto é, os faria desaparecer no ambiente e/ou aparentaria ser algo diferente do que são.
Ao longo de seu trabalho nessa área, Thayer propôs duas noções principais. De um lado, ele tratou extensamente do fenômeno do contrassombreamento, a pigmentação mais escura dos animais nas superfícies expostas à maior iluminação e sua menor pigmentação em áreas sombreadas. A chamada Lei de Thayer, proposta em um artigo de 1896 e ainda amplamente estudada pela comunidade científica, afirma que a parte inferior branca e a parte superior colorida dos animais é uma estratégia evolutiva para reduzir o contraste entre a parte superior (iluminada) e a parte inferior (sombreada) e assim achatar as formas dos animais e torná-los menos visíveis à distância. De outro lado, ele também tratou da noção de coloração disruptiva, aquela que quebra os contornos de um animal por meio de um padrão fortemente contrastante, dificultando a identificação da sua forma.
Thayer realizou demonstrações de suas teorias, e seu livro Concealing-Coloration in the Animal Kingdom, publicado em 1909, reuniu suas ideias em um único volume. Suas teorias suscitaram controvérsias dentre a comunidade científica da época, pois parte dela se ressentia da insistência de Thayer de que suas teorias fossem aceitas de maneira absoluta, argumentando – corretamente, como mais tarde se demonstrou – que a coloração dos animais também responde a estratégias evolutivas para alertar predadores e atrair parceiros. Apesar disso, suas teorias continuam relevantes e sendo estudadas.
Um dos colaboradores mais próximos de Thayer foi o pintor americano George de Forest Brush, que levou Thayer a se concentrar na aplicação de suas teorias à camuflagem militar. O emprego militar da camuflagem data de tempos imemoriáveis e diversos exemplos podem ser notados em diferentes culturas e momentos históricos. Noções primitivas de camuflagem de embarcações eram conhecidas desde a Antiguidade, notadamente dentre os Romanos e os Danos, e o próprio Thayer citou em seus escritos os cocares e pinturas de guerra usadas por guerreiros africanos para confundir suas silhuetas. Contudo, até o final do século XIX a camuflagem militar permaneceu usada de maneira intuitiva, e foi Thayer quem, no início da década de 1890, começou a criar teorias, fundadas na observação e em experimentos, sobre a ocultação pela coloração.
Thayer e Brush experimentaram com modelos em larga escala de navios com pinturas contrassombreadas e, durante a Guerra Hispano-Americana, foram convidados a submeter ao Departamento da Marinha suas recomendações para a "pintura protetiva de navios". Contudo, o fim do conflito sepultou qualquer possibilidade de avanço desse projeto. Thayer submeteu novos planos ao governo americano em 1908, mas impôs condições de sigilo tão rigorosas que o governo abandonou o assunto; mais tarde, quando essas condições foram modificadas, a contraprestação monetária exigida foi tão alta que, em agosto de 1911, o assunto foi encerrado em definitivo.
Com o despontar da Primeira Guerra Mundial, sem que Thayer soubesse os franceses fizeram uso de suas teorias, adaptando-as à pintura de trens, estações ferroviárias e cavalos, e os alemães usaram-nas na tentativa de desenvolver técnicas para ocultar seus navios de guerra. Em paralelo, Thayer buscou convencer os britânicos e americanos a aplicar suas teorias e praticamente abandonou sua carreira como pintor para levar a cabo uma campanha para promover suas idéias. Viajando para o Reino Unido, realizou demonstrações de camuflagem a naturalistas em Liverpool e Edimburgo, na esperança de mobilizar apoio, mas, provavelmente por conta de um medo paralisante de ter de enfrentar um público antipático, não foi ao Gabinete de Guerra. Com a ajuda de seu amigo John Singer Sargent, Thayer obteve algum sucesso em convencer o Exército Britânico a adotar vestimentas camufladas, e escreveu ao chefe do Almirantado Britânico, Winston Churchill, em fevereiro de 1915, defendendo a pintura de navios em branco para torná-los invisíveis e propondo camuflar submarinos com contrassombra, à semelhança de peixes como a cavala. Suas idéias foram consideradas pelo Almirantado, mas rejeitadas como sendo "métodos estranhos de pintar navios [...] de interesse acadêmico, mas não de vantagem prática".
Com a entrada dos americanos na guerra, em 1917, Thayer reorientou sua atenção para Franklin D. Roosevelt, então Secretário Adjunto da Marinha, a quem enviou numerosas cartas exaltadas. Os americanos já vinham considerando o uso de camuflagens em navios, e em sua correspondência Thayer condenou "a perversão mal-intencionada de suas idéias" por outros proponentes e pediu a Roosevelt que descartasse tentativas amadoras e desse prioridade ao seu projeto. Desta vez seus esforços foram recompensados, mas unicamente quanto à sua proposta de contrassombreamento. Thayer e Gerome Brush, filho de George de Forest Brush, receberam uma carta-patente para a aplicação de contrassombreamento a navios mercantes americanos, e Brush supervisionou a pintura de navios ao longo da costa leste dos EUA, de acordo com os princípios de contrassombreamento de Thayer. Mais tarde os americanos adotariam o esquema de pintura de camuflagem deslumbrante, influenciados pelo que vinha sendo feito no Reino Unido.

### John Graham Kerr
Em meados da década de 1890 Thayer conheceu o naturalista britânico John Graham Kerr, com quem desenvolveu uma amizade por conta de seus interesses em comum. Kerr havia estudado medicina na Universidade de Edimburgo e, após abandonar o curso, juntara-se a uma expedição da Armada Argentina como naturalista, entre 1889 e 1891. De volta ao Reino Unido, estudara ciências naturais no Christ's College da Universidade de Cambridge e, em 1902, se tornara professor catedrático de zoologia na Universidade de Glasgow e mais tarde Membro do Parlamento do Reino Unido. Na primavera de 1914 Thayer voltou a contatar Kerr e lhe enviou uma cópia de seu livro, que fora publicado em 1909.
Pouco depois, nas primeiras semanas da Primeira Guerra Mundial, Kerr enviou uma carta a Winston Churchill contendo um memorando que propunha a aplicação, aos navios britânicos, de um padrão de camuflagem baseado na ciência. Kerr certamente tinha as qualificações necessárias para propor um sistema de camuflagem: além de zoólogo especializado nos mecanismos evolutivos relacionados à coloração dos animais, era um velejador experiente e desde cedo demonstrara interesse em embarcações. Embora a sua participação na criação do conceito de camuflagem disruptiva tenha sido constantemente "ignorada, subestimada ou mal compreendida", a sua carta a Churchill levaria a um dos primeiros usos conhecidos de uma técnica desse tipo em âmbito militar, antes mesmo da pioneira Séction de Camouflage francesa, que só seria criada no ano seguinte.
Kerr descreveu três formas de camuflagem em seu memorando, citando exemplos ligados a animais terrestres como a girafa, a zebra e a onça-pintada e procurando salientar que, diferentemente de outros padrões de camuflagem militar, o objetivo de sua proposta era confundir o inimigo, e não ocultar os navios. O primeiro tipo de camuflagem descrito relacionava-se à cor geral dos navios, e ele buscou descrever como animais de pequeno porte podem parecer pouco visíveis quando suas cores e padrões são semelhantes aos do ambiente à sua volta. Como ele mesmo notou, esse tipo de estratégia poderia ser ignorado no caso de objetos de grandes proporções como navios. A segunda forma de camuflagem descrita foi a que ele chamou "sombreamento de compensação". Baseada no conceito de Thayer de contrassombreamento, ele recomendou que esse princípio fosse observado na pintura dos conveses dos navios, isto é, as áreas de sombra profunda deveriam ser pintadas de branco e áreas de gradiente deveriam ser invertidas com tons variados de cinza. Ele propôs, por exemplo, pintar a parte superior das armas dos navios em cinza, que gradualmente se transformaria em branco na parte de baixo. Isso faria com que as armas desaparecessem contra um fundo cinza. E, em terceiro lugar, com o que ele chamou de "coloração parcial", Kerr apontou a necessidade de quebrar, visualmente, as continuidades das superfícies dos navios por meio de contrastes de cores. Seguindo o exemplo da zebra, ele propôs que as linhas verticais dos mastros dos navios fossem pintadas com faixas brancas irregulares, pois escondê-los tornaria os navios menos notáveis e "aumentaria muito a dificuldade de encontrar um alcance preciso". Da mesma forma, a proa e a linha do casco deveriam ser "quebradas em placas brancas grandes que se estendam irregularmente pelas laterais do navio".

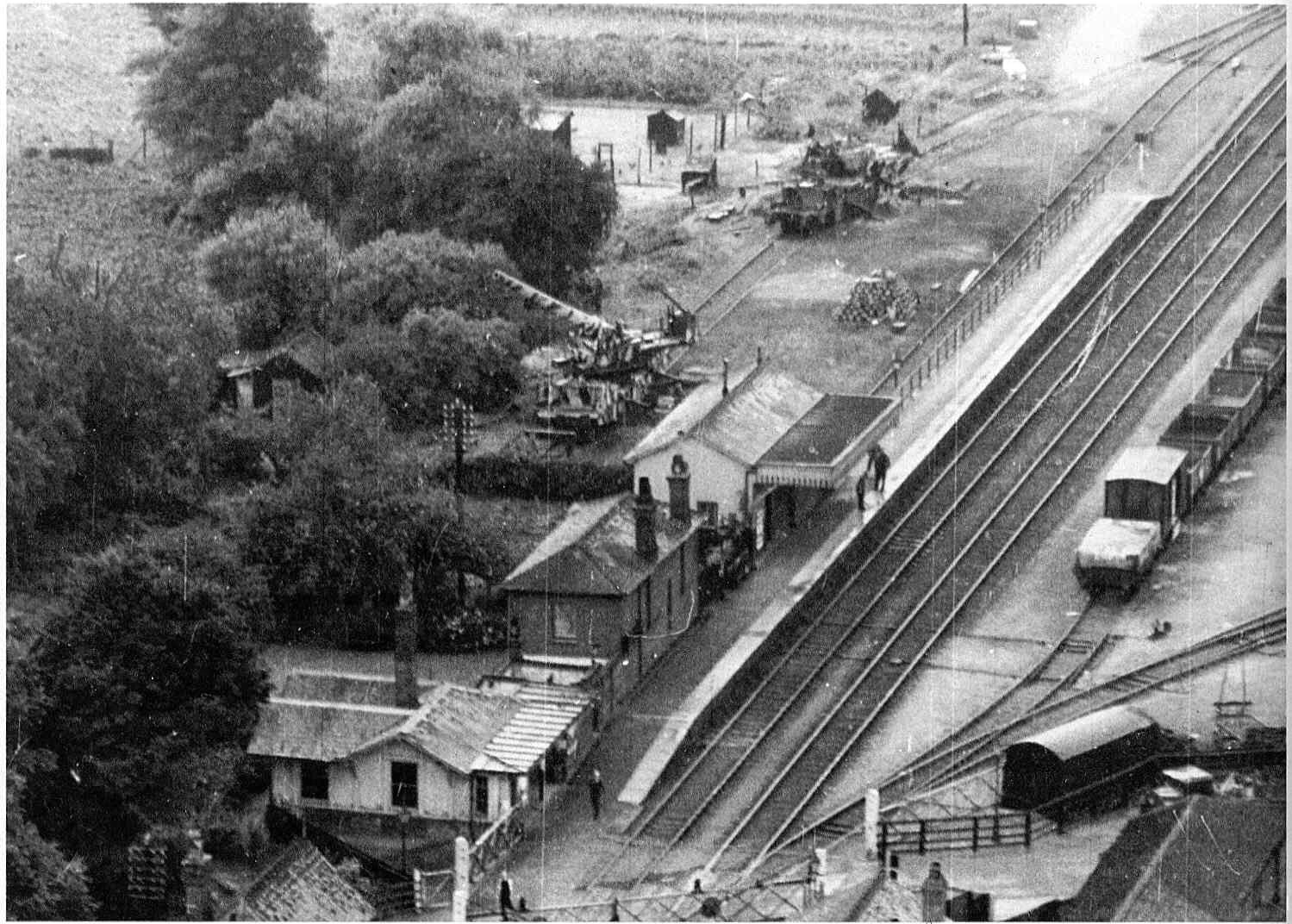
Demonstração do conceito de "sombreamento de compensação" por Hugh B. Cott, um aluno de Kerr (c. 1940). A foto mostra duas grandes armas montadas em trilhos. A superior, contra-sombreada, é pouco visível.

Churchill decidiu dar andamento à proposta de Kerr e emitiu uma diretiva em 10 de novembro de 1914, intitulada "Visibilidade de navios – Método de diminuição", que tinha o memorando de Kerr anexo e deixava a sua aplicação à discrição dos capitães dos navios e demais encarregados. Não houve qualquer discussão, comunicação técnica ou pedido de explicação entre Kerr e oficiais navais, e meses depois o zoólogo foi informado, por um antigo aluno, que suas ideias estavam sendo aplicadas a navios de guerra britânicos. Segundo lhe foi informado, os oficiais navais envolvidos se encontravam entusiasmados com o método de camuflagem que ele havia criado, e nos meses seguintes ele foi procurado por militares interessados em desenvolver outros projetos de camuflagem. Embora a ordem do Almirantado tenha sido de cumprimento opcional e isso tenha dificultado levantamentos a respeito de sua adoção, é sabido que ao menos três couraçados (HMS Irresistible, HMS Canopus e HMS Agamemnon), um cruzador de batalha (HMS New Zealand), um cruzador blindado (HMS Argonaut) e um submarino (HMS E 11) foram camuflados com base nas ideias de Kerr.
Por conta da ausência de uma comunicação mais efetiva e também da discricionariedade das ordens, nem sempre as ideias de Kerr foram aplicadas corretamente. Em apenas alguns casos foram aplicadas conjuntamente as noções de "sombreamento de compensação" e "coloração parcial", tal qual Kerr havia recomendado, e ele se mostrou insatisfeito com os padrões pintados. Kerr escreveu ao Almirantado oferecendo-se para supervisionar a aplicação de suas ideias, sugerindo que isso aumentaria consideravelmente sua eficácia. Sem receber uma resposta, ele escreveu diretamente a Churchill. Contudo, este havia sido removido da chefia do Almirantado após a trágica campanha britânica nos Dardanelos, e Kerr voltou a escrever, desta vez ao substituto de Churchill, Arthur Balfour. Ele recebeu sucessivas negativas da parte do Almirantado, por fim lhe informando que havia chegado "a uma decisão definitiva sobre o esquema de cores mais útil para os navios" e não desejava "prosseguir com nenhuma outra tentativa". Posteriormente, ao pedir a um amigo que interviesse, foi informado que o esquema havia sido abandonado pois, na visão do Almirantado, as grandes variações nas condições ambientais dos navios neutralizavam quaisquer efeitos benéficos dessa camuflagem especial. O zoólogo enviou outras cartas, mas a decisão fora tomada e seus pedidos não alcançaram resultados práticos. Kerr viria a influenciar os padrões de camuflagem terrestre britânicos da Segunda Guerra Mundial, por meio de seu aluno Hugh B. Cott, que a partir de 1939 foi membro do Painel Consultivo sobre Camuflagem do governo britânico.

### Norman Wilkinson
Posteriormente às propostas de Kerr e Thayer, o conceito foi promovido e desenvolvido por Norman Wilkinson. Um reconhecido artista marinho e pintor de cartazes de inspiração modernista, ele fora contratado para criar pinturas dos elegantes quartos para fumantes a bordo do Titanic e do Olympic e realizara obras na Europa continental, nos Estados Unidos e no Brasil. Com o início da Primeira Guerra Mundial, ele juntara-se à marinha britânica em 1915 e, depois de servir em Galípoli, a partir de 1917 passou a fazer parte da equipe de um navio caça-minas na costa britânica, a serviço da Reserva Naval Real. Foi nesse posto que ele passou a advogar a adoção do conceito de "camuflagem deslumbrante", termo que ele mesmo criara.
Wilkinson enviou sua proposta ao Almirantado Britânico no mesmo dia em que os britânicos adotaram o sistema de comboios, em 27 de abril de 1917, em resposta à retomada, pelos alemães, da política de guerra submarina irrestrita, que havia sido interrompida em meados de 1915. Nos meses seguintes, o Império Alemão afundaria uma média de 23 navios britânicos por semana, num total de 925 navios até o final do ano. A proposta de Wilkinson consistia, essencialmente, em "pintar o navio com grandes manchas de cores fortes em um padrão e esquema de cores cuidadosamente pensados […], que distorcerão a forma da embarcação de tal maneira que as chances de sucesso, de ataques por submarinos, serão bastante reduzidas". Em sua carta ele buscou distanciar-se de propostas de camuflagem anteriores, que buscavam reduzir a visibilidade dos navios, insistindo que seu objetivo era distorcer a percepção da forma externa das embarcações.
Seu projeto foi inicialmente ignorado, mas acabou recebendo apoio no Almirantado Britânico. Em 23 de maio de 1917 essa instituição deu ordens para que um navio fosse pintado de acordo com as instruções de Wilkinson, e, antes mesmo que a efetividade dessa proposta fosse confirmada, a ordem foi estendida a outras embarcações. Embora a proposta de Kerr fosse marcadamente mais científica, fundada em premissas lógicas e baseadas em anos de estudo, ela foi descartada em favor de uma abordagem simples, baseada na percepção de um artista, mas defendida por alguém sem dúvida mais bem-conectado e que conhecia de perto os meios militares.

### Disputa pela autoria
Ao constatar que navios estavam sendo camuflados de uma maneira que se assemelhava ao conceito que havia proposto à marinha britânica, Kerr inicialmente mostrou satisfação, sobretudo porque lhe parecia que as pinturas estavam sendo feitas de maneira profissional. Contudo, ele mostrou-se perturbado com o uso de "um esquema que considerava idêntico em conceito ao que vinha defendendo havia tanto tempo" e voltou a se corresponder com autoridades a fim de oferecer seus serviços. Contudo, o Almirantado lhe respondeu que o conceito de "camuflagem deslumbrante" de Wilkinson fora concebido para enganar submarinos, que, imersos ou emersos, viam os navios contra a linha do horizonte, e que considerava inúteis "meias medidas, como tons claros e escuros de cinzas, tentadas no início da guerra".

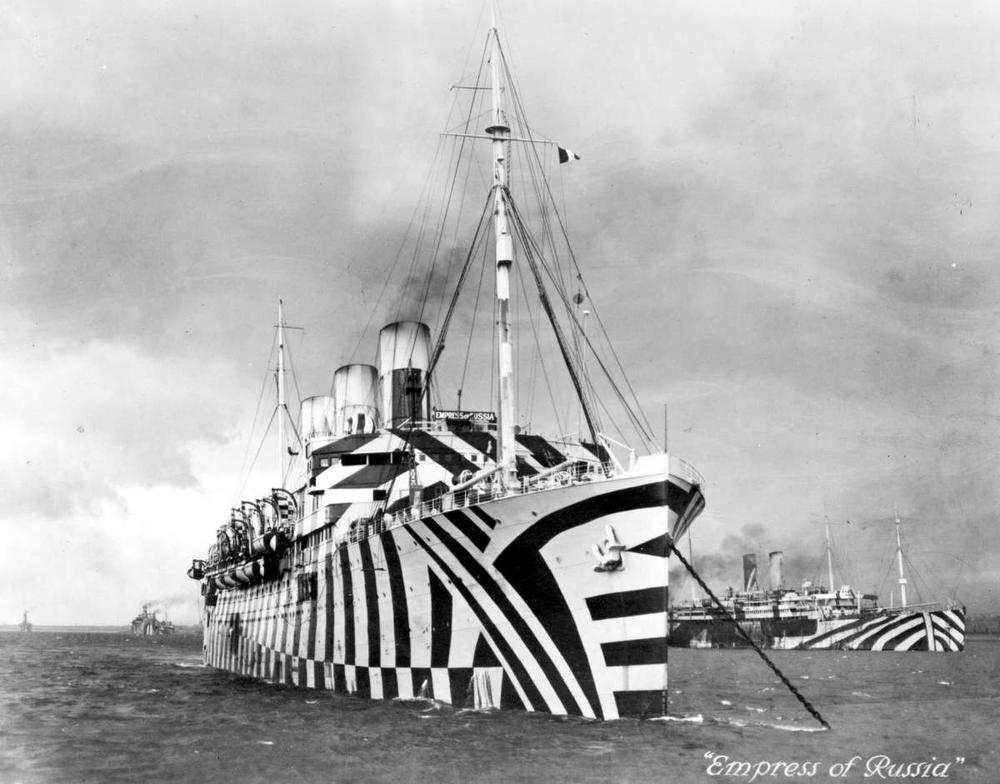
O navio canadense RMS Empress of Russia (1918)

No final de 1918 Wilkinson passou a escrever cartas para a imprensa britânica, reivindicando crédito exclusivo pela invenção da camuflagem deslumbrante e sustentando que sua proposta jamais buscara a invisibilidade dos navios por meio dos esquemas de pintura. Ao constatar a reivindicação de Wilkinson, em correspondência com amigos Kerr mostrou-se irritado pela maneira como o Almirantado havia processado o seu projeto e por ver outra pessoa tomar para si todo o crédito por uma invenção que considerava resultado do trabalho de diversos cientistas. Como o Almirantado não se dispôs a intervir no assunto, em maio de 1919 Kerr enviou cartas ao The Times e à revista Nature, afirmando que os princípios da camuflagem deslumbrante eram conhecidos desde longa data e que era enganoso afirmar que sua concepção datava de 1917, sendo que essa data correspondia apenas ao início do seu uso mais difundido no meio naval.
Isso levou a um debate na imprensa britânica. Construtores navais manifestaram-se a favor de Kerr, informando que diversos de seus navios haviam sido pintados com camuflagem deslumbrante no ano de 1915, e Wilkinson buscou defender-se, publicando respostas, em junho de 1919, tanto no The Times quanto na revista Nature. Nessa correspondência pública, ele afirmou que Kerr não havia compreendido corretamente a camuflagem que ele propusera ao Almirantado, e que seu conceito de camuflagem nada tinha a ver com os princípios da biologia e era resultado unicamente de suas próprias ideias artísticas. Além do mais, ele buscou argumentar, equivocadamente, que todas as propostas de camuflagem anteriores à sua tinham tido como objetivo tornar as embarcações invisíveis e se distinguiam de sua proposta, cujo objetivo era confundir o inimigo. Segundo Wilkinson, à época em que enviara sua proposta ao Almirantado, ele não tinha conhecimento das teorias zoológicas da camuflagem de Kerr e Thayer, admitindo apenas ter ouvido falar da "velha ideia de invisibilidade" da época romana.
Kerr continuou a corresponder-se com autoridades e a imprensa, buscando esclarecer a questão. Em sua opinião não se podia falar em um inventor do conceito de camuflagem deslumbrante, visto que ele seria uma simples aplicação de um princípio biológico bem conhecido. Ele deixou claro não pretender ser reconhecido como inventor desse conceito, mas que considerava que a verdade estava sendo deturpada e que se estava produzindo um "insulto aos trabalhadores científicos".
Provavelmente por conta de sua insistência e de ter considerado levar o caso ao Parlamento, a partir de 27 de outubro de 1919 um comitê do Almirantado Britânico foi reunido para determinar a autoria do novo conceito de camuflagem. Kerr foi convidado a manifestar-se e o comitê concluiu que o seu esquema visava a invisibilidade – algo que Kerr indicou repetidamente ser impossível – enquanto o esquema de Wilkinson visava distorcer o aspecto das embarcações. Além disso, segundo esse comitê, o esquema de Kerr havia sido proposto como proteção contra a artilharia de longo alcance, e o esquema de Wilkinson fora proposto como proteção contra submarinos. Consequentemente, o comitê concluiu que "a semelhança acidental não permite fundamentar adequadamente uma reivindicação [de autoria]", e, caso Kerr desejasse aprofundar o assunto, ele deveria requerer um pagamento à Comissão Real de Premiação a Inventores, um órgão criado para remunerar inventores que haviam beneficiado materialmente o esforço de guerra.
Kerr assim o fez, inicialmente pedindo apenas o "reconhecimento público dos fatos"; mas, porque a Comissão Real recusou considerar um pedido não pecuniário, a soma de dez mil libras esterlinas foi requerida. A audiência de julgamento ocorreu em meados de outubro de 1922. O julgamento foi dominado por discussões sobre os efeitos concretos da camuflagem no esforço de guerra britânico, visto que seu objetivo era premiar aqueles que haviam criado invenções que produziram resultados práticos. Quanto à autoria, perguntaram a Kerr se ele achava que Wilkinson havia se beneficiado pessoalmente dos trabalhos que publicara e dos conceitos que comunicara. Kerr evitou responder diretamente à pergunta, dizendo que "não pretendo ter inventado o princípio; esse princípio foi, é claro, inventado pela natureza". Wilkinson, por sua vez, argumentou essencialmente que desconhecia o esquema de camuflagem de Kerr e que seu conceito de camuflagem não fora inspirado na coloração de animais. O julgamento foi favorável a Wilkinson, que recebeu duas mil libras pela invenção. Contudo, atualmente as informações apresentadas por Wilkinson durante a audiência de julgamento têm sido desacreditadas, porque existem evidências de que ele de fato conhecia o conceito de camuflagem proposto por Kerr. De um lado, Wilkinson serviu nos Dardanelos ao longo de 1915, onde comprovadamente o esquema de camuflagem de Kerr fora testado; e, de outro lado, em 1915 Wilkinson pintou e publicou retratos de navios camuflados com o padrão de Kerr.

## Efeitos pretendidos
O homem no periscópio deve avistar e realizar operações cuidadosas antes de poder disparar um torpedo com sucesso. [...] Não seria possível engana-lo quanto à direção em que o navio se dirige, ou quanto à parte do casco que ele está mirando? Esse é o princípio que sublinha [...] o sistema 'deslumbre'.

Popular Science, 1919.
Thayer desenvolveu algumas das primeiras ideias de "ocultação pela coloração" e trabalhou para demonstrar sua aplicabilidade no âmbito militar, tanto quanto ao contrassombreamento como quanto à coloração disruptiva. Kerr, por sua vez, conhecia o trabalho de Thayer e procurou aprofundar sua aplicabilidade no âmbito naval. Sua proposta ao Almirantado Britânico sugeriu a adoção tanto do contrassombreamento como da coloração disruptiva, como forma de confundir os olhos de potenciais atacantes e dificultar seu trabalho em estimar a distância para o ataque. Wilkinson, por fim, avançou de maneira importante com a aplicabilidade dessas ideias no contexto de um conflito militar e deixou claro para o Almirantado Britânico que o objetivo de sua proposta de camuflagem era a confusão do inimigo. Com isso, ele procurou distanciar a camuflagem deslumbrante da forma mais comum de camuflagem, que tinha como princípio misturar visualmente um objeto ao seu ambiente, isto é, ocultar um objeto tornando-o semelhante ao seu plano de fundo. Segundo ele escreveu mais tarde, tornar navios invisíveis com o uso de tinta seria impraticável porque, enquanto navios são observados contra um fundo de cor bastante escura (o mar) por outros navios e estações costeiras, cujos pontos de vista estão a uma altura muito acima da linha d'água, o comandante do submarino veria os navios contra um fundo claro (o céu), por conta de seu ponto de vista mais baixo, próximo do nível do mar. Assim, mesmo desconsideradas as frequentes mudanças climáticas em alto mar, um navio pintado de cor escura como a do mar seria menos visível apenas a outros navios e postos costeiros, e um navio pintado da cor do céu seria menos visível apenas a submarinos. Além disso, a fumaça emitida pelos navios poderia ser atenuada em alguns casos, mas jamais eliminada; de fato, comumente navios eram avistados por submarinos por conta da fumaça que emitiam. Enfim, segundo ele argumentou, os alemães eram prolíficos no uso do hidrofone e, embora sua precisão não fosse grande, nas fases iniciais de um ataque esse instrumento era de grande serventia e permitia localizar navios.

A camuflagem deslumbrante visava induzir o inimigo a ocupar uma posição de ataque ruim.

O método proposto por Wilkinson, portanto, objetivava dificultar a identificação do tipo, tamanho, posição, velocidade e curso de um navio e, assim, confundir os comandantes de navios inimigos para que assumissem posições de ataque equivocadas ou ruins. Um observador acharia difícil saber exatamente se a popa ou o proa estava à vista, e, correspondentemente, teria dificuldade em estimar se o navio observado estava se aproximando ou distanciando de sua posição. Em particular, ele defendia "massas de cores fortemente contrastadas" para confundir o inimigo sobre o rumo de um navio. Assim, embora a camuflagem deslumbrante pudesse aumentar a visibilidade de um navio em condições de iluminação específicas ou à curta distância, os padrões conspícuos de sua pintura obscureceriam os contornos do casco do navio (embora, reconhecidamente, não a superestrutura), disfarçando o seu rumo correto e dificultando que fosse alvejado.
Em termos práticos, a camuflagem disruptiva produziria a redução da precisão no uso do telêmetro por navios atacantes, o disfarce da direção do curso do navio camuflado e a imprecisão do cálculo da velocidade do navio camuflado, de forma a fazer com que um submarino atacante assumisse uma posição de ataque equivocada. Wilkinson formulou sua proposta nesse termos pois, como oficial naval durante a guerra, sabia que, para executar um ataque, um submarino deveria estimar o curso de seu alvo e então assumir uma posição de ataque adequada; pois uma vez que um submarino obtivesse uma posição de ataque ruim, devido à sua baixa velocidade dificilmente ele teria condições de obter uma posição de ataque melhor.

### Perturbação no uso do telêmetro
Nos termos propostos por Kerr e Wilkinson, um dos mecanismos pelos quais a camuflagem deslumbrante poderia incutir o tipo de confusão pretendida seria pela perturbação do uso dos telêmetros de navios inimigos. Os telêmetros de coincidência empregados pela artilharia naval utilizavam um mecanismo óptico que dividia a imagem em duas metades, que deviam ser alinhadas por um operador humano a fim de calcular o alcance de um alvo potencial. Essa operação, portanto, incluía ajustar o mecanismo até que as duas meias imagens do alvo estivessem alinhadas em uma imagem completa. A camuflagem disruptiva tornaria isso difícil, pois os padrões em ambas imagens pareceriam anormais mesmo quando as duas metades estivessem alinhadas. Ao enganar os olhos do operador de telêmetro em um navio inimigo, mesmo quando a pouca distância ou velocidade, o artifício poderia frustrar o ataque inimigo.

### Perturbação da estimação da direção
Wilkinson considerava impossível tornar um navio invisível com tinta, e afirmou ter concluído que o "extremo oposto" seria a resposta, isto é, confundir os comandantes de submarinos inimigos por meio de formas conspícuas e contrastes violentos de cor. Segundo ele, os padrões pintados nos cascos dos navios poderiam indicar que o navio navegasse em um rumo diferente do real, e este era o critério principal considerado em cada design de camuflagem, em detrimento de todos os outros.

Em outra oportunidade, Wilkinson também afirmou ter identificado, ao longo da guerra, as partes mais importantes de um navio para se obter a distorção desejada. Segundo ele, as regiões que requeriam maior cuidado no design da camuflagem eram a ponte de comando e a ponta da proa, pois seriam de grande utilidade para um submarino na determinação do curso de seu alvo. Em particular, padrões listrados na proa e na popa poderiam criar confusão sobre qual extremidade do navio era qual, a direção em que o objeto se movia e sua velocidade. Parte desses efeitos têm sido validados em estudos científicos posteriores, e testemunhos da época davam conta do efeito de deslumbramento produzido em observadores:
Não foi até que ele [o navio] estava a meia milha, que pude perceber que era um navio [não vários] movendo-se em um curso em ângulo reto, cruzando de estibordo para bombordo. As listras escuras pintadas em sua traseira fizeram sua popa parecer sua proa, e um amplo corte de tinta verde no meio do navio parecia um trecho de água. O tempo estava claro e a visibilidade era boa; essa foi a melhor camuflagem que já vi.

### Perturbação do cálculo da velocidade
Em 2011 cientistas apresentaram evidências, usando padrões móveis em um computador, de que a percepção humana da velocidade é distorcida por padrões disruptivos. No entanto, as velocidades necessárias para disfarçar o movimento são superiores às que eram possíveis para os navios da Primeira Guerra Mundial. No experimento, o alvo correspondia a um veículo Land Rover pintado com um padrão disruptivo, a uma distância de setenta metros, viajando a noventa quilômetros por hora. Os resultados apontaram que um alvo viajando nessa velocidade causaria uma confusão de 7% em observadores, e, se uma granada lançada por foguete percorre essa distância em meio segundo, ela atingiria seu alvo com um desvio de noventa centímetros. Essa distância poderia ser o suficiente para salvar vidas no veículo e possivelmente fazer com que o ataque falhasse completamente.

## Institucionalização

### Primeira Guerra Mundial
Em 1914 Kerr convenceu Winston Churchill a adotar uma forma de camuflagem que ele chamou de "coloração parcial", argumentando tanto pelo contrassombreamento de áreas dos navios quanto pela pintura com padrões disruptivos de coloração, inspirados nos de animais. Uma ordem geral, emitida em 10 de novembro de 1914, deu autonomia a oficiais navais para que aplicassem a abordagem de Kerr. Ela foi aplicada a vários navios de guerra britânicos, como o HMS Implacable, e oficiais notaram com aprovação que o padrão "aumentava a dificuldade de encontrar acuradamente o alcance". No entanto, Kerr considerou que o uso de sua técnica era impreciso, e, após a saída de Churchill do Almirantado, a Marinha Real voltou a pintar os navios de cinza.
O Exército Britânico inaugurou sua Seção de Camuflagem, para uso em terra, no final de 1916, e, após pesadas perdas de navios mercantes, devido ao retorno da campanha de guerra submarina irrestrita por parte da Alemanha, a Marinha Real demonstrou um interesse renovado em camuflagens mais eficazes para navios. Norman Wilkinson promoveu ativamente o conceito de "pintura deslumbrante" junto ao Almirantado Britânico, que acabou por decidir testá-lo mais seriamente. Sua execução começou com o navio mercante SS Industry, no final de maio de 1917, e a guarda costeira e estações da Marinha receberam ordens de comunicar suas impressões sempre que avistassem essa embarcação.
Considerando que apenas um navio seria insuficiente para testar o conceito com a rapidez exigida pelos frequentes ataques alemães, Wilkinson insistiu junto ao Almirantado para que comissionasse imediatamente a pintura de mais navios. O Almirantado então tomou providências para que fosse criada uma Seção de Camuflagem de Transportes, que ficaria conhecida como "a Seção Deslumbre" dentre aqueles que nela trabalharam. A equipe inicial incluía Wilkinson, cinco artistas do sexo masculino, três construtores de modelo de navios (dois homens e uma mulher) e onze estudantes do sexo feminino, provenientes da Academia Real de Artes de Londres. Adicionalmente, dez oficiais foram designados para oito portos, a fim de que pudessem supervisionar os trabalhos de camuflagem e providenciar modificações que considerassem necessárias. Wilkinson foi promovido a tenente-comandante (em inglês: liutenant-commander) e encarregado dessa unidade, que recebeu ordem imediata de camuflar cinquenta navios de transporte de tropas.
Os padrões de pintura concebidos eram bastante variados, e foram testados individualmente em um laboratório. A equipe de Wilkinson avaliava a efetividade de cada projeto com auxílio de uma plataforma giratória, um periscópio e cenários simulando diferentes situações climáticas, que permitiam simular a visualização dos modelos em alto mar. Isso possibilitava à sua equipe identificar os designs de camuflagem capazes de distorcer a forma dos navios e transmitir a impressão de que viajavam em direções e velocidades que não correspondiam à realidade. Wilkinson concluiu que os designs mais eficazes envolviam o uso de contrastes fortes, com cinzas claros e escuros e tons de azul e verde.

Uma vez camuflados os navios inicialmente encomendados, o Almirantado produziu alguns estudos buscando identificar a sua efetividade. Relatos iniciais de oficiais experientes foram motivadores e reportaram ser "quase impossível determinar o tamanho e curso dos navios com camuflagem deslumbrante". Impressionado com os relatos, em outubro de 1917 o Ministério dos Transportes ordenou que toda a frota naval mercante britânica, incluindo navios armados e desarmados, fosse pintada com camuflagem deslumbrante. Cada navio deveria ser camuflado com um padrão único, e isso obrigou oficiais portuários a adaptar padrões já existentes, vistas as limitações do departamento de Wilkinson. Em meados de 1918 cerca de 2,4 mil navios mercantes britânicos haviam sido camuflados dessa maneira, e até o final da guerra mais de quatro mil navios mercantes britânicos haviam sido pintados, juntamente com cerca de quatrocentos navios de combate.

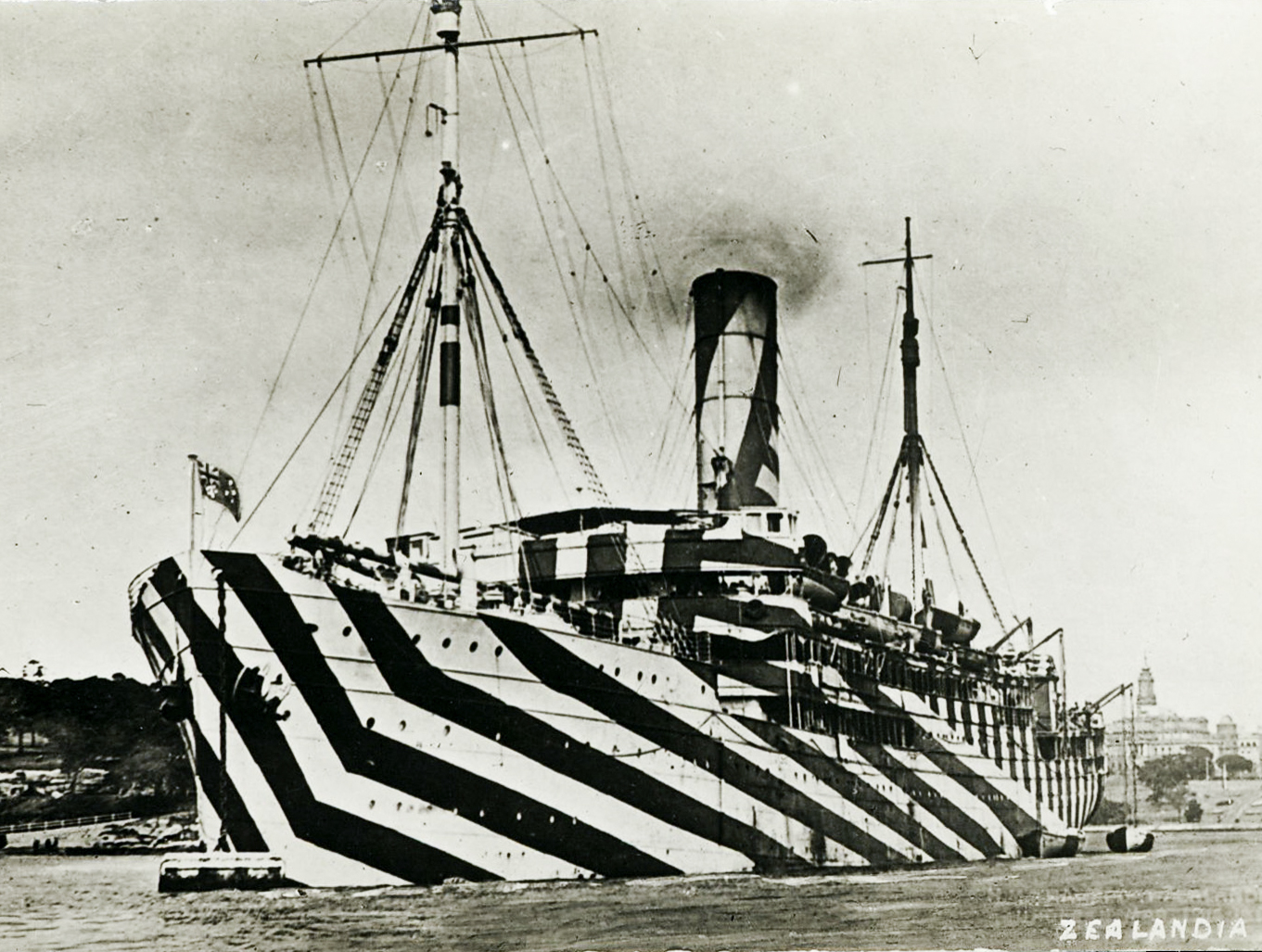
O navio australiano SS Zealandia (1914)

Da parte dos EUA, padrões de camuflagem foram adotados em paralelo aos ataques alemães a navios de passageiros e cargueiros. Embora o torpedeamento do RMS Lusitania, em 1915, com 128 estadunidenses dentre os mais de mil e cem mortos, tivesse sacudido as relações dos EUA com o Império Alemão, até então os americanos haviam adotado uma política de não intervenção no conflito. Apesar de o país se manter afastado da guerra na Europa, as perdas materiais e humanas com navios cargueiros levaram à formação da Associação para Defesa contra Submarinos, integrada por uma centena de empresas de transporte americanas e britânicas, em meados de 1917. Essa associação recrutou artistas para que desenvolvessem padrões de camuflagem para embarcações, dentre os quais William Andrew Mackay, Maximilian Toch, Gerome Brush, E. L. Warner e Louis Herzog. Inicialmente a associação concentrou-se em padrões comuns de camuflagem, buscando reduzir a visibilidade das embarcações. A associação tinha pressa no desenvolvimento desses padrões iniciais, e os artistas foram instruídos a desenvolver soluções visuais de maneira intuitiva e sem a realização de estudos. Mesmo sem qualquer evidência confiável sobre a sua eficácia, rapidamente houve um aumento considerável dos preços dos seguros de navios não camuflados, de acordo com os princípios estabelecidos por essa associação.
A volta da política de guerra submarina irrestrita levou o governo estadunidense a considerar os ataques atos de pirataria, e por fim o motivaria a intervir militarmente na Primeira Guerra Mundial, a partir do verão de 1918. Como a cor cinza tradicionalmente usada nos navios militares mostrou-se pouco eficaz contra os ataques de submarinos alemães, a Marinha dos Estados Unidos passou a buscar diferentes alternativas de camuflagem. Diversos métodos de camuflagem foram testados, incluindo o método de contrassombreamento de Thayer e Brush, que ficou conhecido como "Sistema Brush"; o chamado "Sistema Warner", desenvolvido pelo artista e militar americano Everett Warner, que buscava interferir com o uso de telêmetros pelo inimigo; um sistema proposto por Thomas Edison para disfarçar navios como ilhas ou baleias, e que em seu primeiro teste provou-se impraticável; propostas para cobrir navios inteiramente com espelhos ou banhá-los com níquel; e o chamado "Sistema Mackay", uma proposta pontilhista de baixa visibilidade submetida por William Andrew Mackay (da Associação para Defesa contra Submarinos), baseada na noção de que, vistas de uma distância, manchas de diferentes cores seriam percebidas como cinza.
Além desses sistemas que eram testados, os americanos viriam a empregar o sistema de camuflagem disruptiva que vinha sendo aplicado por Norman Wilkinson no Reino Unido. Em 1918 o almirante estadunidense William S. Sims viajou ao Reino Unido e, ao observar a camuflagem que vinha sendo usada na frota do país, solicitou à marinha britânica que emprestasse Wilkinson aos EUA por algum tempo. Wilkinson viajou aos EUA em março de 1918 e reuniu-se com Franklin Delano Roosevelt, ainda Secretário Adjunto da Marinha, que lhe informou que diversos sistemas de camuflagem estavam sendo utilizados nos EUA, mas sem evidência concreta de sua eficácia, e expressou interesse em organizar um departamento para cuidar do assunto no âmbito da marinha americana. Wilkinson passou cerca de quatro meses nos EUA, organizando a Seção Americana de Camuflagem, moldada na "Seção Deslumbre" britânica. Esse organismo do governo americano foi subdividido em uma equipe em Washington, encarregada dos designs, e uma equipe no laboratório da Eastman Kodak, que havia inventado um método de medir a visibilidade de objetos e se dedicava a comparar padrões comuns de camuflagem com padrões disruptivos, e diferentes padrões disruptivos entre si. Algum tempo depois, a marinha americana retirou seu aval a outros sistemas de camuflagem e, dessa forma, a camuflagem deslumbrante tornou-se o sistema de camuflagem oficial. No final de 1918 cerca de 1,2 mil embarcações estadunidenses possuíam camuflagem disruptiva. Norman Wilkinson argumentou em sua biografia, de 1969, que mais de mil dos seus designs originais de camuflagem foram emprestados aos americanos e por eles utilizados em sua frota naval. Outros apontam que cerca de metade dos designs utilizados pelos americanos eram criações originais, e o restante adaptações de designs produzidos pela equipe de Wilkinson.
No âmbito de outras nações envolvidas na Primeira Guerra Mundial, Wilkinson registrou que os governos alemão, francês, italiano e japonês adotaram o esquema em diferentes medidas. Segundo ele, agentes alemães estacionados nos portos noruegueses desenvolveram padrões de camuflagem copiados dos britânicos, e mais tarde o Almirantado alemão camuflou um navio usado no treinamento em submarinos de Kiel. Por fim, um número de submarinos alemães foram camuflados à maneira dos navios mercantes britânicos. Quanto à França, o governo criou um departamento encarregado da camuflagem de navios e, segundo Wilkinson, quatro oficiais foram enviados a Londres para que fossem treinados por ele. Ele também creditou a si a supervisão de um "grande número de projetos" de camuflagem no âmbito da marinha francesa. Por fim, segundo ele, no momento do fim da guerra um número de navios japoneses estava prestes a receber camuflagem deslumbrante.

### Segunda Guerra Mundial

HMS Pretoria Castle (1943)

Por mais que a camuflagem disruptiva tenha sido amplamente usada na Primeira Guerra Mundial, progressivamente ela se tornou menos útil por conta de mudanças nas tecnologias e táticas empregadas em conflitos armados, notadamente uma maior prevalência das forças aéreas e do radar. Ela foi usada em menor escala na Segunda Guerra Mundial, e pode ter confundido os submarinos inimigos em algumas situações.

Na marinha britânica, os esquemas de pintura deslumbrante reapareceram em janeiro de 1940, de maneira não oficial. Nessa época foram realizadas competições dentre os navios para identificar os melhores padrões de camuflagem. O Departamento de Camuflagem da Marinha Real adotou um esquema criado por um jovem oficial que no período entreguerras trabalhara como naturalista e artista da vida selvagem, Peter Scott, e que deu origem aos chamados Esquemas das Abordagens Ocidentais. No verão de 1941 entraram em uso os "Esquemas Disruptivos do Primeiro Almirantado", que em 1942 foram substituídos pelo "Padrão Disruptivo Intermediário do Almirantado". Por fim, em 1944 foram adotados os "Esquemas-padrão do Almirantado", que mostraram-se relativamente bem-sucedidos em "quebrar o contorno das embarcações a médio e longo alcance e na maioria das condições climáticas e de luz" e permaneceram em uso até o fim do conflito.

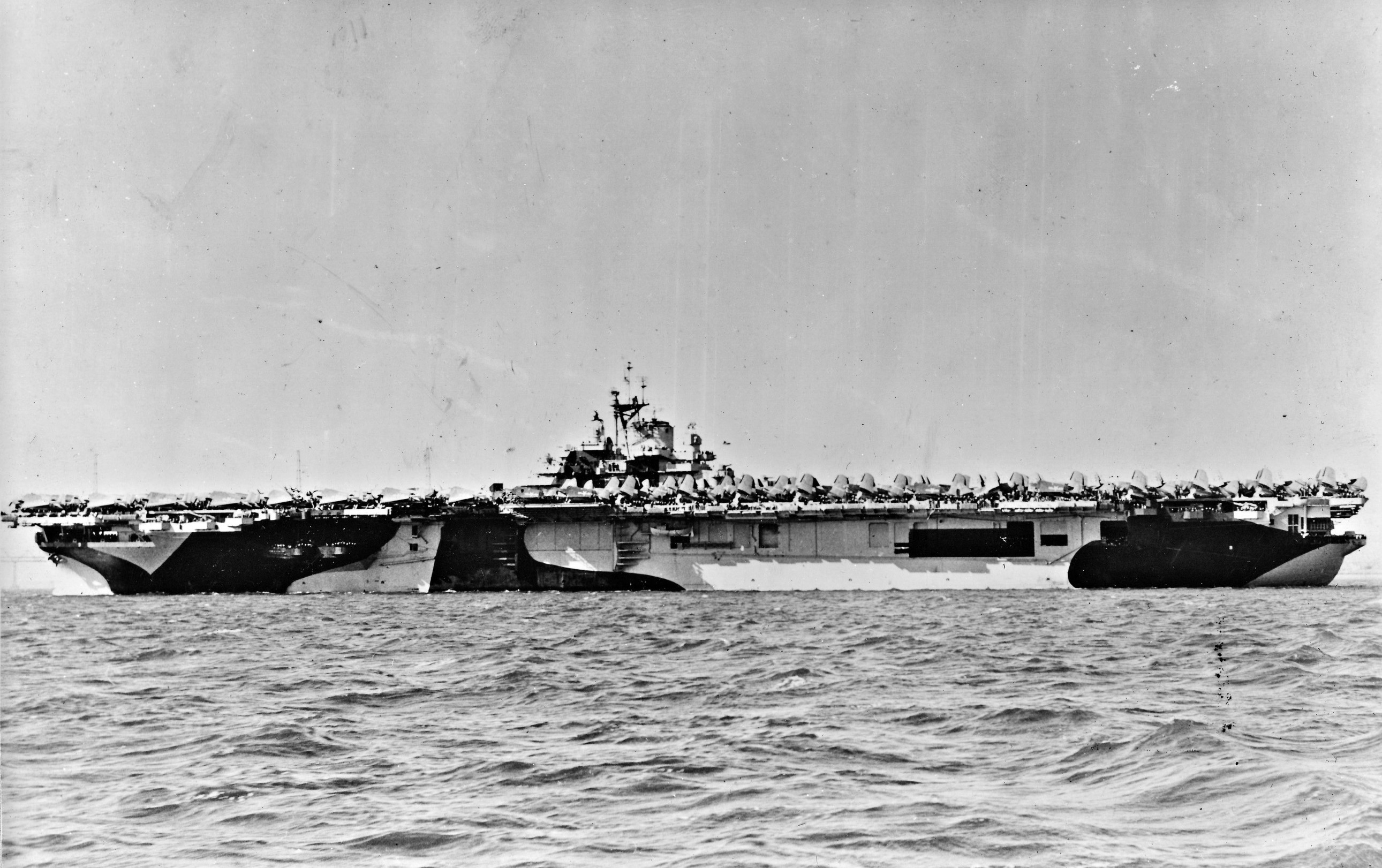
Porta-aviões USS Essex (1944)

A marinha estadunidense, por sua vez, implementou um programa de camuflagem na Segunda Guerra Mundial e o aplicou a muitas classes de navios, de embarcações de patrulha e auxiliares a navios de guerra e porta-aviões classe Essex. Os designs (conhecidos como medidas, cada um identificado com um número) não eram arbitrários, e eram adotados por meio de um processo que envolvia uma etapa de planejamento, uma revisão e a implementação em toda a frota. Nem todas as medidas da marinha estadunidense envolviam padrões deslumbrantes; algumas eram simples e mesmo pouco sofisticadas, como um fundo azul substituindo o cinza em parte ou todo o navio (esta última, para reduzir a efetividade de ataques kamikaze). As medidas de camuflagem deslumbrante foram usadas até fevereiro de 1945 pela Frota do Pacífico, que decidiu repintar seus navios com medidas não disruptivas, por conta da ameaça kamikaze; a Frota Atlântica continuou a utilizá-las.
A Kriegsmarine da Alemanha Nazista usou a camuflagem disruptiva pela primeira vez na campanha norueguesa de 1940. Uma ampla variedade de padrões foi adotada, mas mais comumente foram usadas faixas diagonais em preto e branco. A maioria dos padrões foi projetada para esconder navios no porto ou perto da costa; muitas vezes eles eram pintados com cinza claro quando operavam no Atlântico.

## Efetividade

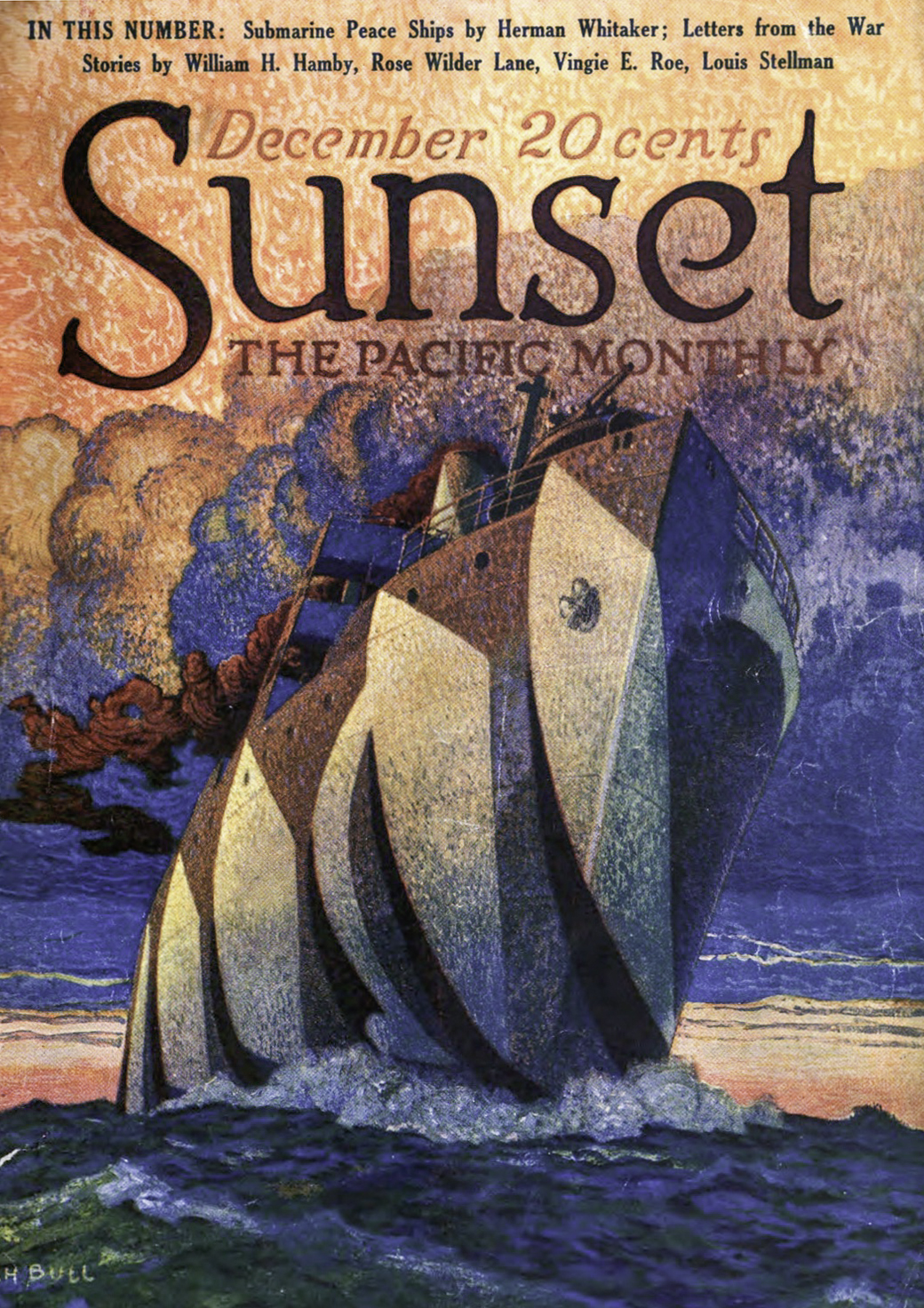
Capa da revista de moda Sunset (1918).

Embora não haja dúvidas de que os números de perdas de navios mercantes britânicos na Primeira Guerra Mundial reduziram consideravelmente depois da introdução da camuflagem disruptiva, é possível que essa diminuição se deva ao sistema de comboios e à proteção oferecida por navios de apoio americanos, que foram implementado na mesma época. Notícias contemporâneas mostram que a imprensa britânica tratou dessa técnica como sendo muito eficaz e publicou numerosas imagens e artigos sobre o assunto, levando a uma objetificação do conceito: rapidamente surgiram pijamas, cortinas, roupas de banho e outros produtos com estampas inspiradas nele. Ao menos em parte, a popularidade do conceito junto ao público levou o Almirantado Britânico a desconfiar de sua efetividade.
Em 1918 essa instituição constituiu um "Comitê para a Pintura Deslumbrante", a fim de averiguar a efetividade do sistema de camuflagem. Esse organismo analisou dados das perdas de navios transporte, mas não conseguiu chegar a conclusões claras. Os navios com camuflagem disruptiva haviam sido atacados em 1,47% das viagens, comparados a 1,12% dos navios não camuflados; esta informação sugeriu que os navios camuflados tinham maior visibilidade, em conformidade com o que originalmente fora previsto por Wilkinson. Em contraposição, dos navios atingidos por torpedos, 43% dos navios camuflados afundaram, em comparação com 54% dos não camuflados; e, da mesma forma, 41% dos navios camuflados foram atingidos no meio do navio, em comparação com 52% dos não camuflados. Essas comparações sugeriram que os comandantes de submarinos tinham dificuldade em estimar o curso de um navio camuflado e, consequentemente, em decidir para onde mirar. Além disso, os navios camuflados eram maiores que os navios não camuflados, 38% deles com mais de cinco toneladas, em comparação com apenas 13% dos navios não camuflados. Por fim, o grande número de variáveis tornou os dados da avaliação pouco confiáveis, e é possível que variáveis demais tenham influenciado os resultados (esquemas de cores e padrões de pintura; tamanho e velocidade dos navios; táticas utilizadas) para que de fato se pudesse determinar quais fatores eram significativos ou quais eram os melhores. Contudo, a comissão estabelecida pelo Almirantado identificou claramente que a camuflagem disruptiva aumentara consideravelmente a moral dos marinheiros dos navios camuflados. Uma enquete entre capitães da White Star Line identificara que 60% dos entrevistados afirmara que preferiria conduzir navios com camuflagem deslumbrante.
Em suas publicações, Wilkinson expressou ter encontrado, algum tempo antes do fim da Primeira Guerra Mundial, o padrão de camuflagem que considerava mais eficaz. Segundo ele, um grande número de marinheiros lhe informaram que o padrão de design listrado era "de longe, o melhor para perturbar o cálculo do curso de um navio". Essas faixas pintadas não apenas conseguiram quebrar com êxito as estruturas de um navio que se encontravam acima da linha d'água, mas também tinham a vantagem prática de serem fáceis de pintar. Segundo ele, este último ponto era particularmente importante porque em designs mais complexos a eficácia da camuflagem "dependia em grande parte da personalidade do trabalhador encarregado da pintura".
A camuflagem disruptiva também foi avaliada pelos EUA, cujos dados foram analisados por Harold Van Buskirk em 1919. Como os britânicos, os estadunidenses também concluíram que a camuflagem disruptiva aumentava o moral dos marinheiros. Além disso, constatou-se que cerca de 1256 navios haviam sido camuflados entre 1 de março de 1918 e o fim da guerra, em 11 de novembro daquele ano, e que, entre os navios comerciais americanos de 2,5 mil toneladas ou mais, 78 navios não camuflados haviam sido afundados, contra apenas dezoito navios camuflados; destes, onze haviam sido afundados por torpedos, quatro em colisões e três por minas, contabilizando uma taxa de perda de navios com camuflagem disruptiva, por ataques, de menos de 1%. Como indicativo da percepção de efetividade da camuflagem deslumbrante dentre a marinha americana, em 1927 o manual Handbook on Ship Camouflage, publicado pela escola de treinamento em camuflagem da Marinha, definiu instruções sobre como aplicar vários padrões de camuflagem a navios, incluindo a camuflagem disruptiva.
Em anos mais recentes, pesquisas nos campos da zoologia e da psicologia da percepção têm demonstrado um número de efeitos relevantes da camuflagem deslumbrante na interpretação da forma e da velocidade de objetos, por meio de experimentos com animações e imagens geradas por computador. Contudo, não está claro se as conclusões desses estudos podem ser extrapoladas para navios camuflados.

## A camuflagem deslumbrante nas artes

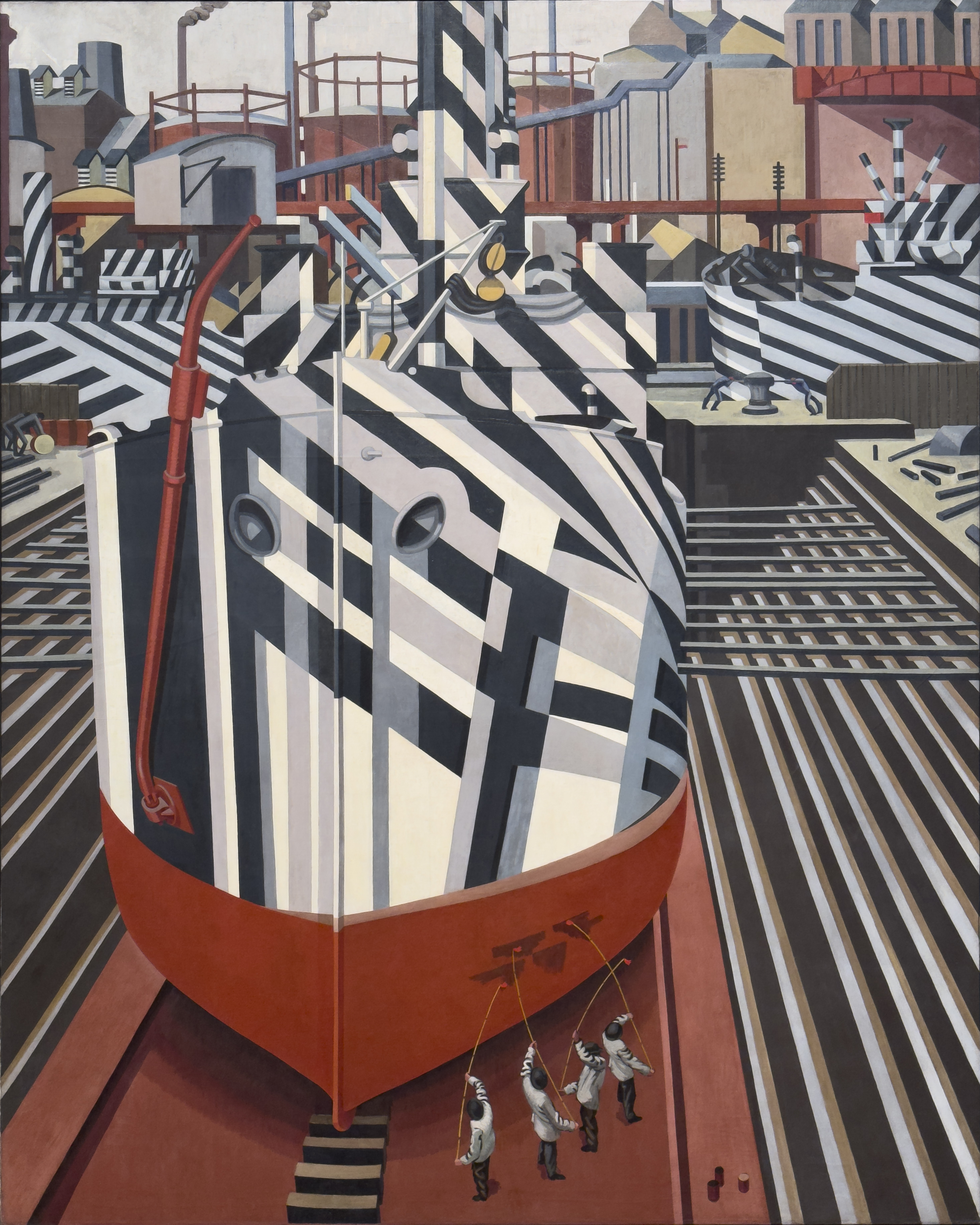
Pintura de Edward Wadsworth, que trabalhou na aplicação de camuflagem deslumbrante durante a Primeira Guerra Mundial.

Do ponto de vista artístico, os padrões de camuflagem deslumbrante tinham um visual essencialmente modernista e foram comparados ao estilo de Vassili Kandisnki, Giacomo Balla e do movimento vorticista. Seus motivos abstratos chamaram a atenção de pessoas ligadas ao mundo da pintura anterior à Primeira Guerra Mundial, incluindo artistas como Pablo Picasso. De maneira caracteristicamente assertiva, esse artista espanhol reivindicou crédito pelo conceito de camuflagem deslumbrante, que, segundo ele, fora derivado da técnica cubista. Em uma conversa com Gertrude Stein, pouco depois de ver pela primeira vez um canhão camuflado percorrendo as ruas de Paris, ele comentou: "Fomos nós que o criamos; isto é cubismo!".
No Reino Unido, o artista vorticista Edward Wadsworth, que durante a Primera Grande Guerra supervisionou a pintura de navios com camuflagem deslumbrante, ainda durante o conflito criou uma série de telas com base em seu trabalho nos navios, que atraíram a atenção da crítica britânica em uma série de exposições em galerias do país. No Canadá, Arthur Lismer usou navios camuflados em algumas de suas composições de guerra. Nos EUA, Burnell Poole pintou telas de navios camuflados da marinha americana.
Em 2007 a arte da camuflagem foi tema de um show no Museu Imperial da Guerra, no Reino Unido, e a camuflagem disruptiva recebeu algum destaque. Em 2009 a Biblioteca da Escola de Design de Rhode Island exibiu uma coleção redescoberta de planos litográficos impressos para a camuflagem de navios mercantes americanos da Primeira Guerra Mundial, em uma exposição intitulada "Deslumbrada" (em inglês: Bedazzled).
Em 2014 uma comissão britânica encarregada de organizar atividades em homenagem ao centenário da Primeira Guerra Mundial apoiou três instalações de camuflagens deslumbrantes no Reino Unido. Como parte do festival de arte da Bienal de Liverpool de 2014 em Liverpool, Carlos Cruz-Diez pintou o navio MV Edmund Gardner com cores brilhantes e de maneira multicolorida, e Tobias Rehberger pintou o HMS President, ancorado desde 1922 na Ponte Blackfriars, em Londres. Peter Blake foi contratado para projetar uma pintura exterior para o MV Snowdrop, e em seu trabalho combinou os motivos pelos quais é conhecido (estrelas, alvos e outros) com os padrões disruptivos tradicionais da Primeira Guerra Mundial.

## Legado

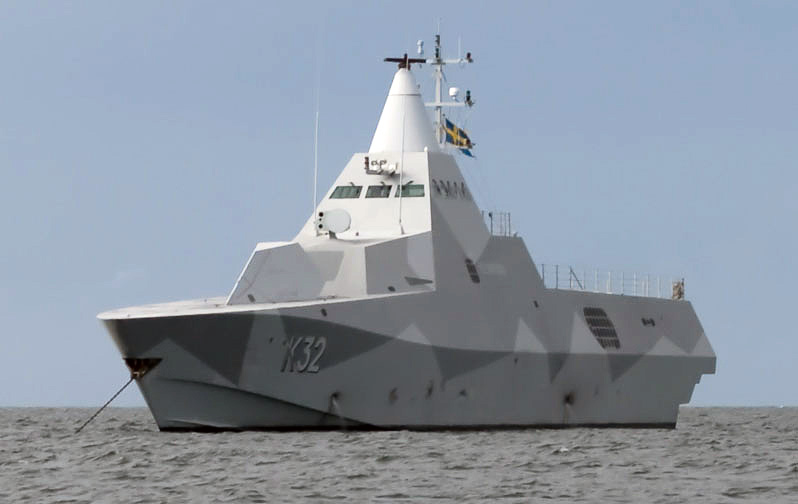
As corvetas suecas da Classe Visby são um exemplo atual do uso da camuflagem disruptiva.

Winston Churchill creditou à camuflagem deslumbrante o princípio do desenvolvimento de camuflagens para navios, e registrou sua impressão ao observar as primeiras embarcações na costa da Escócia em 1914:
[...] diante de nós [...] os vinte Dreadnoughts e Super-Dreadnoughts dos quais dependia o comando marítimo. Ao redor deles e movimentando-se entre eles havia muitas dezenas de pequenas embarcações. Os navios em si haviam sido pintados pela primeira vez da maneira estranha que marcou o início da ciência da camuflagem.
Essa técnica de camuflagem ainda pode ser encontrada esporadicamente no meio naval, como nos casos das corvetas suecas classe Visby, dos navios de patrulha lança-mísseis finlandeses classe Hamina e chineses Classe Houbei e do protótipo americano M80 Stiletto, que exibem camuflagem disruptiva para fins furtivos. Ela também pode ser encontrada na navegação civil, para fins artísticos e puramente estéticos. Notadamente, desde 2016 a Sea Shepherd Conservation Society usa padrões deslumbrantes em parte de sua frota.
Essa camuflagem também possui outras aplicações além da marítima. Na Áustria câmeras de controle de velocidade foram pintadas com padrões disruptivos para impedir que motoristas determinassem a direção em que fotografavam. Padrões que lembram a camuflagem deslumbrante são por vezes usados para mascarar novos modelos de carro durante a fase de testes, e há indícios de que essa estratégia foi iniciada nos anos 1980 e popularizou-se na década seguinte, devido principalmente à ampla difusão de smarphones. O objetivo dessa estratégia é tornar indistinguíveis certos detalhes externos dos protótipos, de maneira a proteger a propriedade intelectual dos construtores, e ela é particularmente efetiva quanto a câmeras digitais, cujos focos automáticos carecem detectar cores e luz para serem efetivos. Recentemente, durante o período de testes da Fórmula 1 de 2015, o carro Red Bull RB11 foi pintado em um esquema destinado a confundir a capacidade das equipes rivais de analisar sua aerodinâmica. A mesma estratégia foi adotada um ano mais tarde, para o modelo 2016 do Chevrolet Volt.
O designer Adam Harvey também propôs uma forma de camuflagem semelhante à camuflagem deslumbrante, para uma tecnologia antidetecção de rosto que ele chama de "maquiagem deslumbrante" ou "maquiagem antivigilância" (em inglês: dazzle makeup ou anti-surveillance makeup). Ela permitiria bloquear a detecção facial por tecnologias de reconhecimento como o DeepFace, "criando um 'antirrosto'".